# Langstaarttriller
De langstaarttriller (Lalage leucopyga) is een zangvogel uit de familie Campephagidae (rupsvogels).

## Verspreiding en leefgebied
Deze soort komt voor in het oosten van Melanesië en telt zes ondersoorten:
- L. l. affinis: de zuidoostelijke Salomonseilanden.
- L. l. deficiens: Torres- en Bankseilanden (noordelijk Vanuatu).
- L. l. albiloris: centraal en noordelijk Vanuatu.
- L. l. simillima: zuidelijk Vanuatu en de Loyaliteitseilanden.
- L. l. montrosieri: Nieuw-Caledonië.
- † L. l. leucopyga: Norfolk. Uitgestorven.

## Status
De grootte van de populatie is niet gekwantificeerd maar de soort wordt omschreven als algemeen. Op de Rode lijst van de IUCN heeft deze soort de status niet bedreigd.